# El Pensamiento Español (1860-1874)
El Pensamiento Español fue un periódico de ideología neocatólica que estuvo en circulación entre 1860 y 1874. A partir de 1868 fue considerado uno de los más destacados diarios carlistas.

## Historia

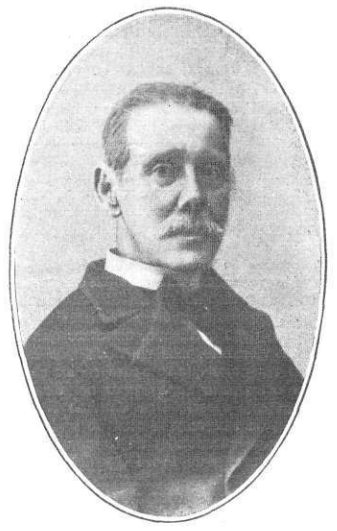
Gabino Tejado, fundador

El Pensamiento Español apareció el 2 de enero de 1860. Según su primera edición, fue fundado por Gabino Tejado, Francisco Navarro Villoslada, José Alonso de Ibáñez (marqués de Santa Cruz de Inguanzo), y Miguel Herrera de Tejada. Tuvo por director a Francisco Navarro Villoslada y posteriormente al hermano de este, Ciríaco Navarro Villoslada. Su primer secretario de redacción fue Miguel Herrera de Tejada. Se imprimía con cuatro páginas de 47 por 39 centímetros, a cinco columnas. Costaba la suscripción 12 reales al mes en Madrid y 17 en provincias.
Según Antonio Pirala, El Pensamiento Español, dirigido por Gabino Tejado, se propuso, después de la intentona de San Carlos de la Rápita, atraer a los carlistas a la causa de Isabel II, con la razón de «legitimidad de la sangre y de la opinión pública», que no fue aceptada por el partido. Pasada aquella época, según Navarro Cabanes, «de desorientación general», fue francamente carlista.
Tuvo por colaboradores a Juan Manuel Ortí y Lara, Francisco Melgar, Luis de Trelles, Francisco de Asís Aguilar, Esteban Garrido, Valentín Gómez, Eduardo González Pedroso, Antolín Monescillo, Vicente de la Fuente, doctor Silvestre Rougier, Manuel Villamil García, Eustaquio Barrón, José Alonso de Ibáñez (marqués de Santa Cruz de Inguanzo), Luis Echevarría, Juan Donoso Cortés y Rafael Muñiz de Tejada.
De 1868 a 1870 se editaba en su propia imprenta, a cargo de R. Lavajos y Arenas, en la calle Pelayo, 34. En estos años la suscripción costaba nueve reales al mes la edición de Madrid, y seis reales la pequeña de provincias.
En el año económico 1868-1869 este periódico figuraba en tercer lugar por lo pagado al Estado en concepto de timbre. En diciembre de 1869 pagó 6.040 reales por timbre. Había ocho periódicos en este mes que pagaron más, y siete que pagaron cuotas menores, desde 40 reales a 1.930. Pagaban más los diarios carlistas La Esperanza, La Regeneración y La Libertad Cristiana. En esta época cada ejemplar pagaba cuatro céntimos de real por franque, o sea un céntimo de peseta.

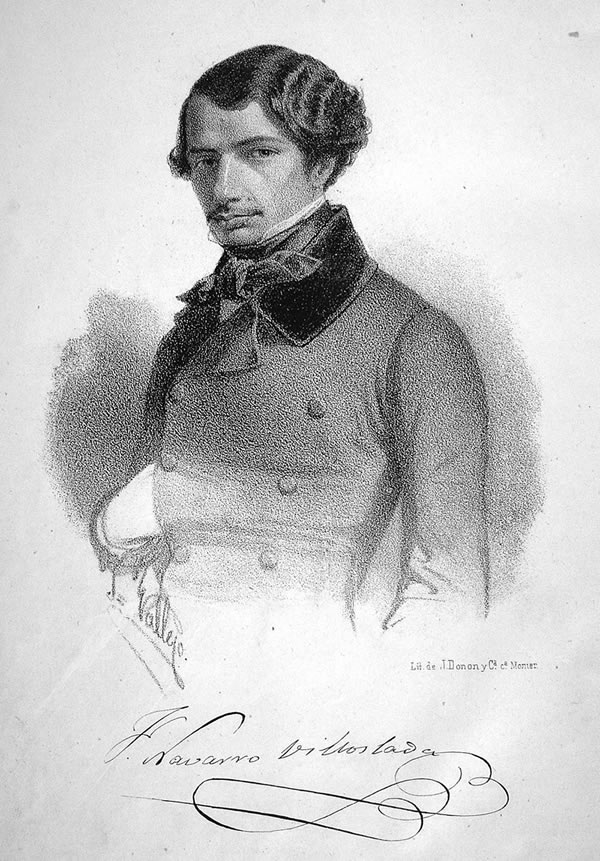
Francisco Navarro Villoslada, primer director

El 12 de diciembre de 1868 publicó un artículo de Navarro Villoslada que se hizo famoso, titulado «El hombre que se necesita», cuyas ediciones posteriores fueron muy numerosas. En 26 de enero de 1869 fueron encarcelados el director, Francisco Navarro Villoslada, y su hermano Ciriaco, redactor y administrador, por haber publicado un documento oficial antes que la Gaceta de Madrid. A ambos se les declaró autores del delito. Por el mismo asunto fueron detenidos el colaborador Francisco de Asís Aguilar, el jefe de la imprenta, el conserje y dos dependientes de la Administración. El delito que se les imputaba era el de desacato al Gobierno. Incomunicados los dos hermanos, fueron puestos en libertad los demás detenidos. Fueron liberados los hermanos a los 45 días de cárcel, mediante fianza metálica.
El 3 de julio publicó la Carta-manifiesto de Don Carlos a su hermano Don Alfonso, fechada en París a 30 de junio.
Hizo grandes campañas contra el Gobierno provisional, contra otros candidatos al trono de España, contra «los diputados blasfemos»; organizó actos en desagravio en toda España; abrió listas de suscripciones para socorrer a los carlistas encarcelados.
En el número 1.193, año XI, del 23 de julio de 1870, en un artículo titulado «A los hombres honrados», decía:

Es preciso elegir entre Prim o Don Carlos VII, entre la revolución y la Legitimidad verdadera. Prim, por más que quiera, no puede devolver el sosiego, el orden y la felicidad a España. El Duque de Madrid cuenta con una fuerza inmensa. Si no tiene muchos generales en el Ejército, tiene muchos oficiales, y sobre todo muchísimos soldados.

El partido carlista es, en su generalidad, el más honrado; los mismos enemigos se ven forzados a confesarlo. Es el único partido que podría emprender con esperanza de buen éxito una campaña, que no acomete hoy por el amor con que mira a la Patria, a la cual quiere evitar los horrores de una guerra.

Los hombres de bien nada deben temer del triunfo de Don Carlos. Seguramente sería, aún para los mismos pretendientes, mejor solución que la expectativa irrealizable en que viven hace cerca de dos años.

Defensor intransigente de los principios tradicionalistas a pesar de su pasado isabelino, El Pensamiento Español se opuso a la coalición entre carlistas y republicanos federales para las elecciones de 1871 y escribió varios artículos al respecto, pero no fueron publicados debido a la negación de la Junta Central Católico-Monárquica.
Mantuvo algunas polémicas con su colega, el veterano diario carlista La Esperanza. Debido a disensiones internas en el carlismo, en marzo de 1872 Navarro Villoslada abandonó la dirección del diario. Según Esperanza Carpizo, la causa de ello fue la negativa de Navarro Villoslada a reconocer a Cándido Nocedal como director de la prensa carlista.
Fue suspendido el 4 de enero de 1874, tras el golpe de Estado de Pavía, junto con otros periódicos carlistas de Madrid como La Esperanza, La Regeneración y La Reconquista, y la prensa cantonal.
En 1885 Navarro Villoslada fue instado a resucitar El Pensamiento, para evitar las luchas entre La Fé y El Siglo Futuro, a lo que se negó, añadiendo que lo que urgía era buscar la concordia entre estos dos diarios.
En 1919 los redactores del diario jaimista El Correo Español que se adhirieron a la escisión mellista fueron expulsados de dicho diario y fundaron El Pensamiento Español (segunda época).